# Johann Jacob Hess
Johann Jacob Hess (Zurigo, 21 ottobre 1741 – Zurigo, 29 maggio 1828) è stato un teologo svizzero.

## Biografia
Figlio di Salomon Hess, orologiaio cittadino, Johann Jacob ha studiato teologia a Zurigo dal 1755 al 1760 al Collegium Carolinum. Dopo essere stato consacrato pastore  protestante è diventato assistente dello zio, il pastore di Neftenbach. Nel 1767 ha sposato Anna Maria Schinz. Nel 1777 è divenuto pastore della chiesa di Fraumünster a Zurigo e nel 1765 è stato nominato presidente del clero della Chiesa riformata del Cantone di Zurigo.      
Hess è stato una figura preminente della prima fase della ricerca del Gesù storico e ha scritto sull'argomento diversi volumi.  

## Libri
- Geschichte der drei letzten Lebensjahre Jesu (6 Vol.), 1767
- Jugendgeschichte Jesu, 1773
- Von dem Reiche. Gottes (2 Vol.), 1774
- Geschichte u Schriften der Apostel Jesu (3 Vol.), 1775
- Leben Jesu (3 Vol.), 1823